# Parovėja (gmina Popiel)
Parovėja − wieś na Litwie, w okręgu poniewieskim, w rejonie birżańskim, w gminie Popiel. W 2011 roku liczyła 4 mieszkańców.